# شون غيلبرت
شون غيلبرت (بالإنجليزية: Sean Gilbert) هو لاعب كرة قدم أمريكية أمريكي، ولد في 10 أبريل 1970 في أليكويبا في الولايات المتحدة.

## وصلات خارجية
- شون غيلبرت على موقع مرجع كرة القدم المحترفة.كوم (الإنجليزية)